# Dicranota spina
Dicranota (Rhaphidolabis) spina là một loài ruồi trong họ Pediciidae. Chúng phân bố ở vùng sinh thái Palearctic.